# 雪野山古墳
雪野山古墳（ゆきのやまこふん）は、滋賀県近江八幡市新巻町・東近江市上羽田町・蒲生郡竜王町川守にある古墳。形状は前方後円墳。国の史跡に指定され、出土品は国の重要文化財に指定されている。

## 概要
琵琶湖の南東部に広がる湖東平野の独立丘陵である雪野山（標高308.82メートル、東近江市と蒲生郡竜王町の境）の山頂に築造されている。本古墳と山麓との標高差は約200メートルである。
本古墳は後円部を主郭とする雪野山城の跡地でもある。雪野山城は麓の北側にあった後藤館を本拠地としていた六角氏の重臣・後藤氏の詰の城である。
1989年（平成元年）の夏に発見され、1992年（平成4年）まで4次にわたる発掘調査が行われた。

## 墳丘・規模
墳丘の全長は70メートルで、前方部を北北東に向けており、琵琶湖と平行に並んでいるといえる。後円部の直径40メートル、高さ4.5メートル以上、前方部の長さ30メートル、高さ2.5メートルである。後円部は二段築成であり、葺石が敷かれているが、墳丘の一部（後円部の下段部分や前方部の前端部分）が盛土でなく湖東流紋岩を削って墳丘の表面としている。山上や段丘、丘陵上に築造された古墳は、その地形を大いに利用している古墳が多い。埴輪は有していない。

## 埋葬施設

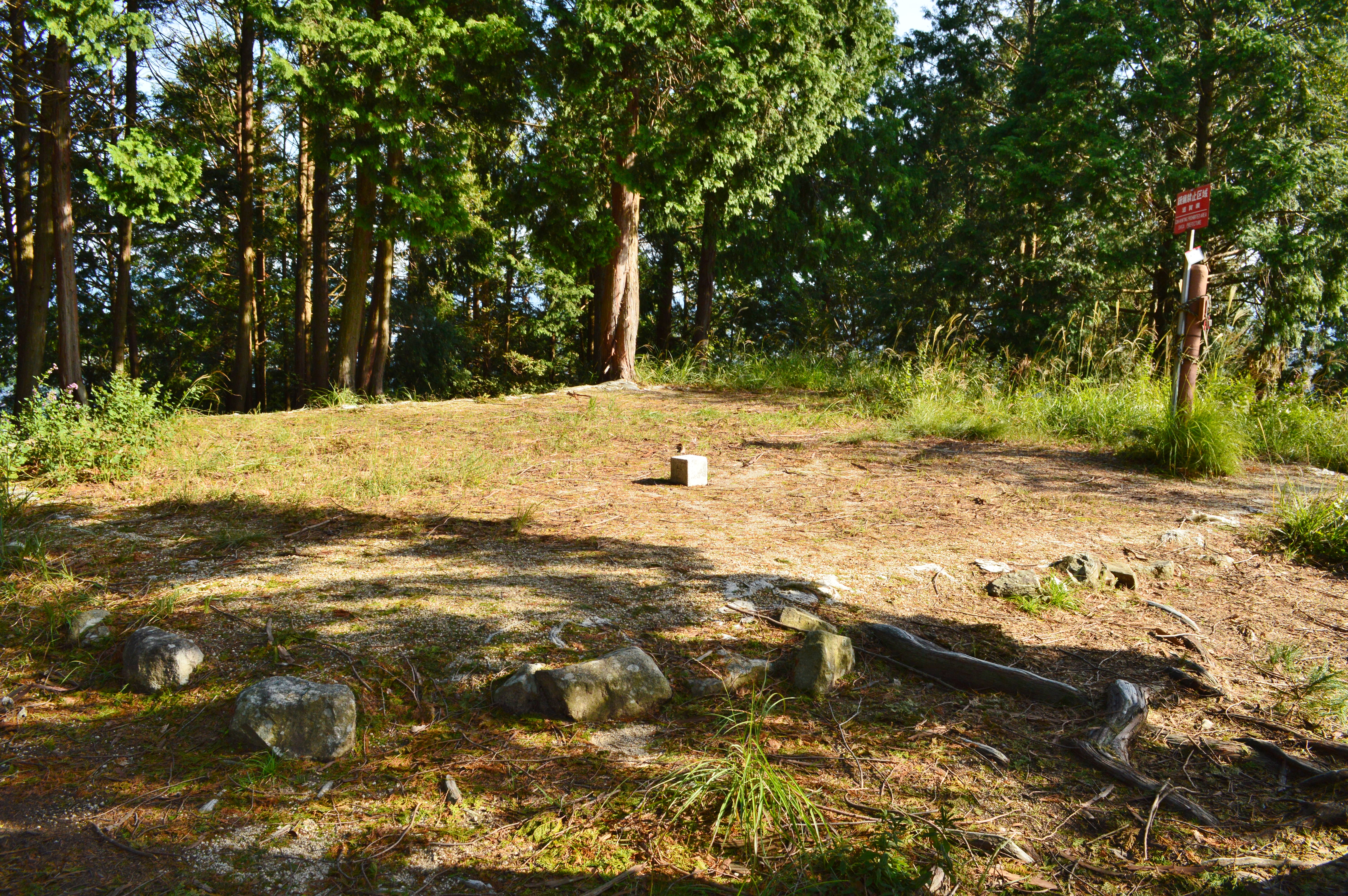
後円部墳頂

後円部頂上に東西に並ぶ2基の埋葬施設がある。先に埋葬されたと思われる東側の竪穴式石室が発掘調査された。この石室は主軸を南北にとり、長さ6.10メートル、北橋幅1.55メートル、南橋幅1.35メートル、高さ1.60メートルで前期前方後円墳の石室の特徴を備えており、長大に作られている。検出された墓壙の大きさは、上段墓壙は南北10.6メートル、東西7.0メートルで、下段墓壙南北8.6メートル、東西4.8メートルである。石材は、雪野山の基盤である湖東流紋岩。石室を構築している石は、一般には板石がよく使われるが、ここでは不正形の塊石が多く用いられている。石室には赤色顔料の弁柄が塗布されている。石室の壁の上半分でほぼ垂直に、下半分ではやや内傾きに石材を積み上げている。下半分まで積み上げて副葬品と棺の蓋を設置した葬送儀礼の一端が想定できる。
石室床面が粘土床になっており、木棺の痕跡から長さは5.2メートル、幅は北端で0.9メートル、南端で0.8メートル以上と棺の大きさが推定でき、また、木棺はいわゆる舟形木棺であったと推定できる。さらに、木棺の両小口に半円形の縄かけ突起が付いており、棺内は2か所に仕切り板があって3分割されていたことも判明した。

## 副葬品

出土品（国の重要文化財）観峰館企画展示時に撮影（他画像も同様）。

棺内に残っていた遺物は、銅鏡、石製品、玉類、農工具、漁具、土器などである。棺外に竪櫛と合子以外はすべて武器・武具である。棺蓋に置かれていたと推測できる鉄鏃、銅鏃数本が発見されている。
出土状況としては、まず中央区画には、被葬者が葬られ、その両脇には布に巻かれた抜き身の刀剣が添えられていた。北側に銅鏡が3面、南側に2面が副葬され、そのうちの北側の2面と南側の2面は、鏡面を被葬者に向ける形で南北の仕切り板に立てかけられていたと推定されている。北側の一面のみが鏡面を下に伏せておかれており、他の鏡とは取り扱い方が異なっている。碧玉で造られた鍬形石や琴柱形（ことじがた）石製品、玉類も出土している。
次に北区画では、矢を入れた状態の靱や紡錘車形石製品、鎌・やりがんな・鑿・刀子などの農工具が、
南区画では、鉄刀、鉄剣、鉄鏃などの武具の他、漁具、壺形土器が出土している。
棺外の副葬品としては、小札革綴冑（こざねかわとじかぶと）、木製短甲からなる防具、銅鏃、鉄鏃、鉄刀、鉄剣、竪櫛（たてぐし）、靫（ゆぎ）、木製合子（ごうす）などがある。
これらの副葬品は、前期前半の品々を網羅している。棺内と棺外の種類では差違が認められる。これらの副葬品の日本製青銅鏡・碧玉製品・銅鏃の形式・小札革綴冑などから4世紀初頭の築造と推定されている。
- 銅鏡は5面出土した。三角縁神獣鏡[1]が2面、三角縁盤龍鏡1面、内行花文倭鏡（ないきょうかもんわきょう）[2]2面。
- 石製品はどれも碧玉製である。鍬形石はゴボウラ製の腕輪を模倣して作られた腕輪形石製品の一種で、本古墳出土の中でも古い形式である。琴柱形石製品は杖の頭の飾り部分と推定され、もともとは鹿角でつくられていたものを模倣した形と考えられている。軸の下に孔が穿たれている。紡錘車形石製品は元来イモガイ製の装飾品を模倣してつくられたもので、紡錘車として機能したわけではない。装飾品の一部と考えられている。これらの石製品はいずれも古い形式にあたり石製頻出現当初の様相を示すものである[3]。

## 画像集

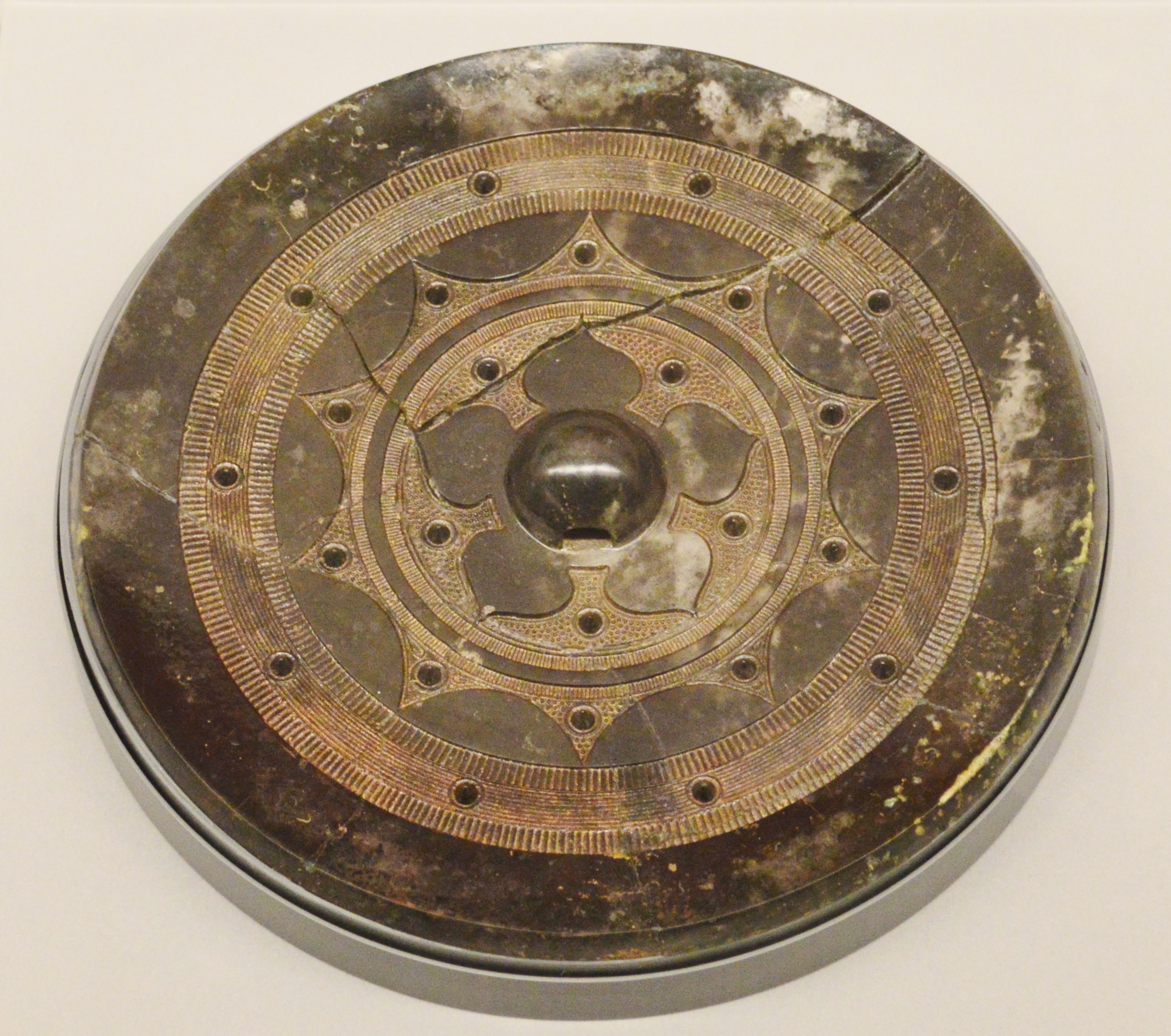
内行花文鏡（1号鏡）
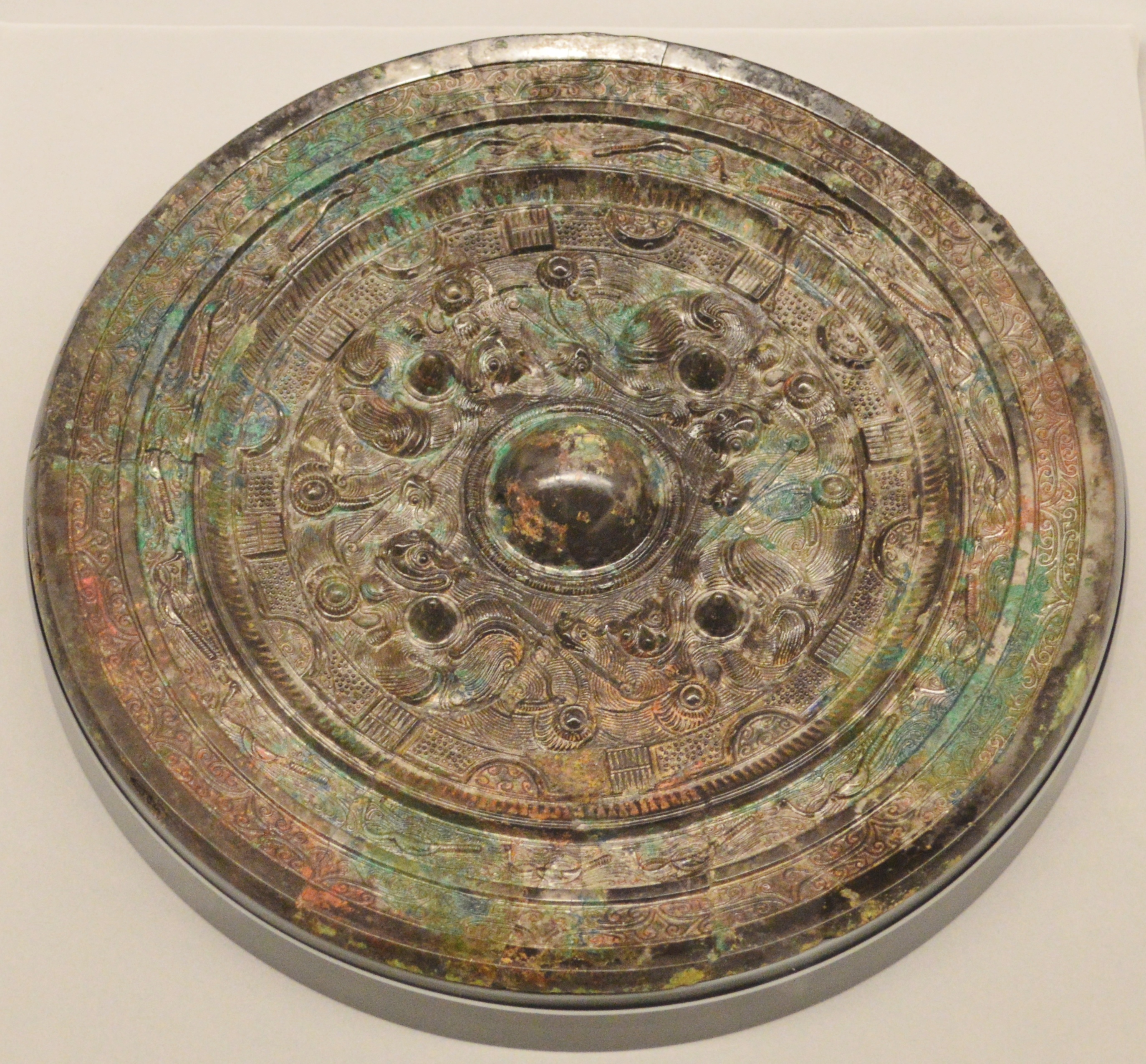
鼉龍鏡（2号鏡）
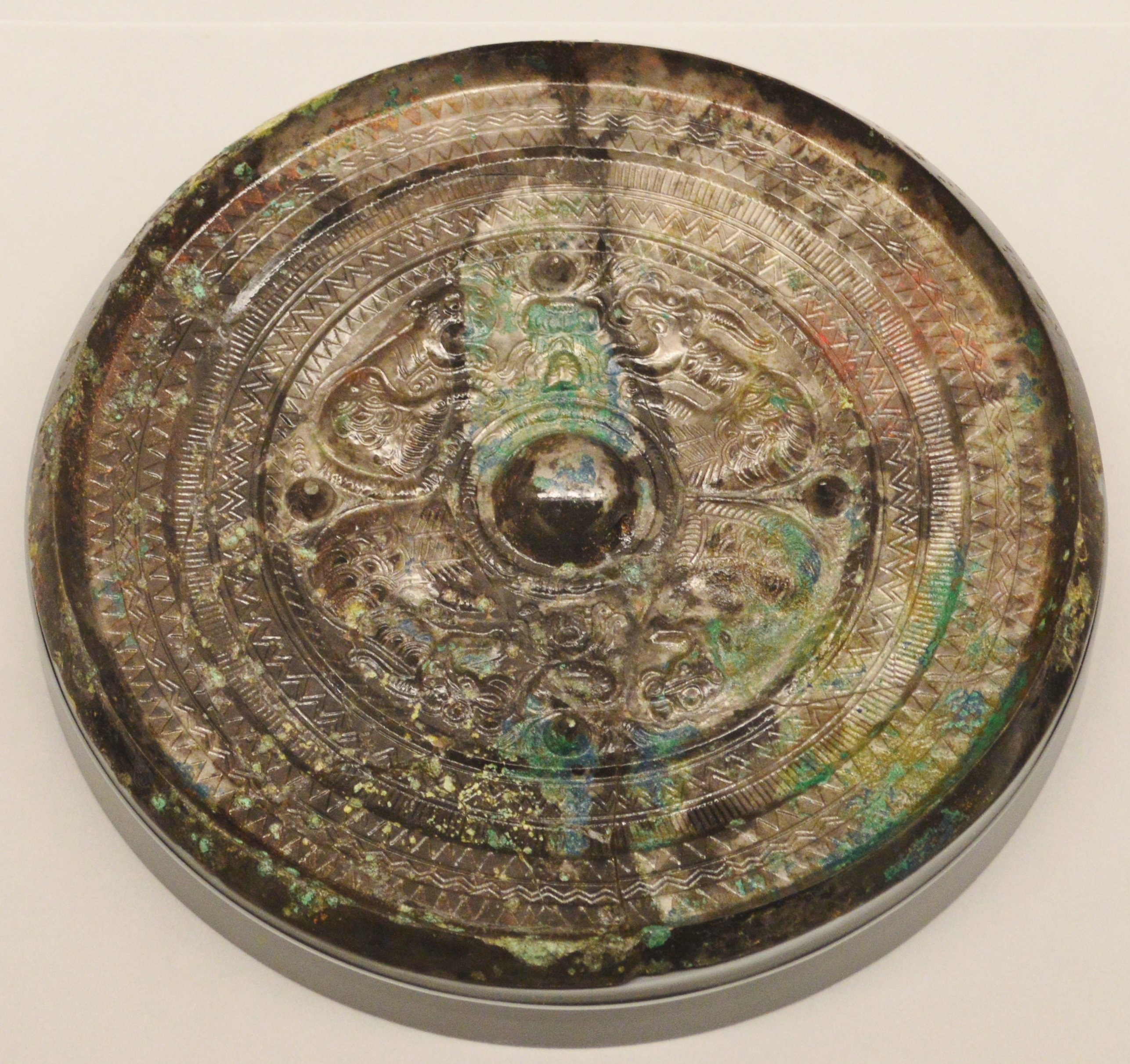
三角縁波文帯盤龍鏡（3号鏡）
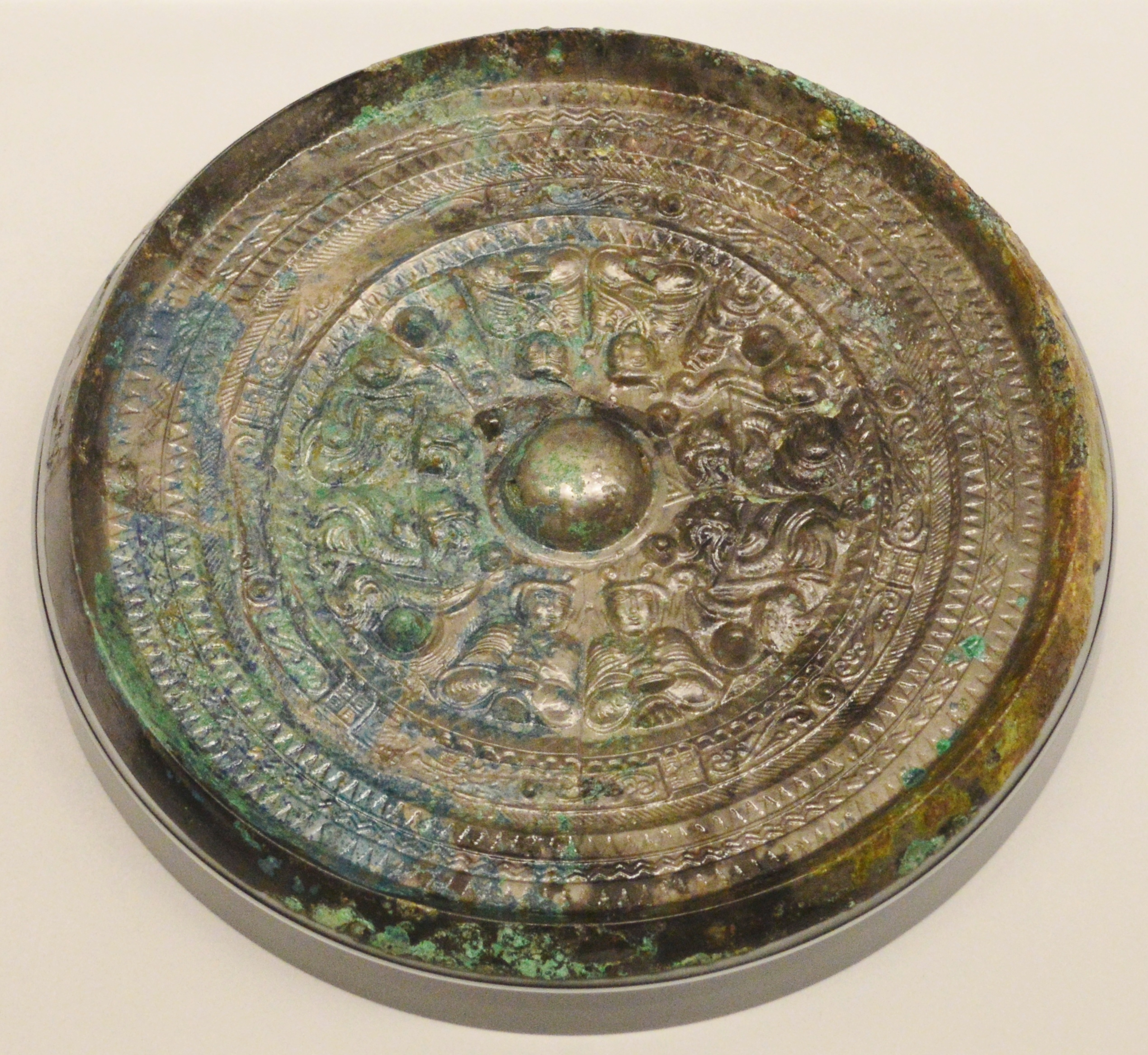
三角縁唐草文帯四神四獣鏡（4号鏡）
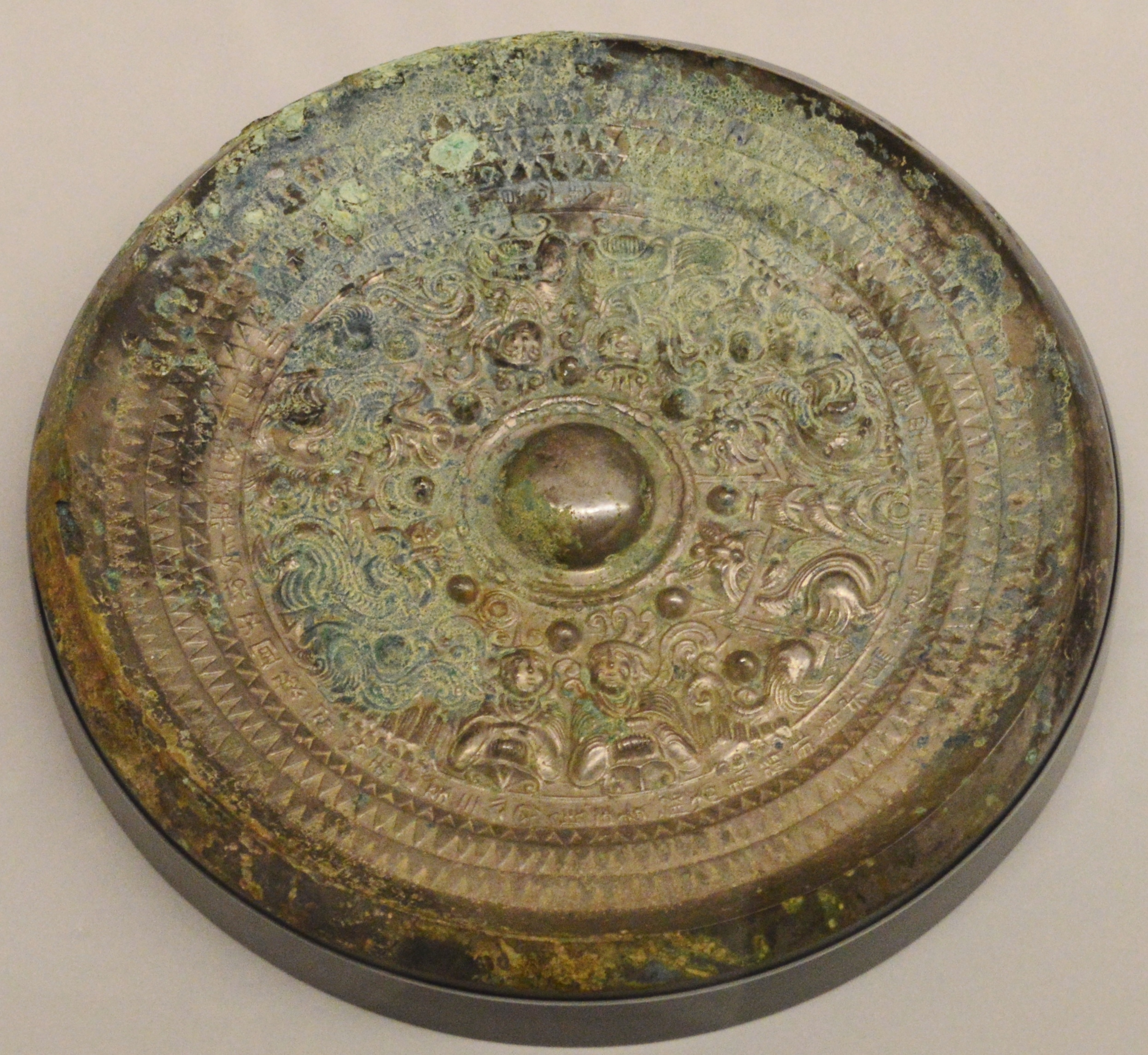
亲出銘三角縁四神四獣鏡（5号鏡）

## 文化財

### 重要文化財（国指定）
- 滋賀県雪野山古墳出土品 一括（考古資料） - 東近江市埋蔵文化財センター保管。内訳は以下。2001年（平成13年）6月22日指定[4]。
  - 漆製品 34点
  - 銅鏡 5面
  - 銅鏃 96本
  - 石製品 5点
  - ガラス小玉 2箇
  - 鉄製品 75点
  - 土器 1点
  - 附 棺材 一括

### 国の史跡
- 雪野山古墳 - 2014年（平成26年）3月18日指定[5]。